# Brun rosenfink
Brun rosenfink (Carpodacus edwardsii) är en bergslevande asiatisk fågel i familjen finkar inom ordningen tättingar.

## Kännetecken

### Utseende
Brun rosenfink är en relativt stor (16-17 cm), mörk och långnäbbad rosenfink med något kluven stjärt. Hanen har rosa ögonbrynsstreck och mörk övergump. Rödbrunt på bröst och flanker kontrasterar med rosa strupe och buk. Honan har ett smalt beige ögonbrynsstreck, bleka tertialspetsar och brunbeige ovansida med lätt streckning på strupe och bröst.

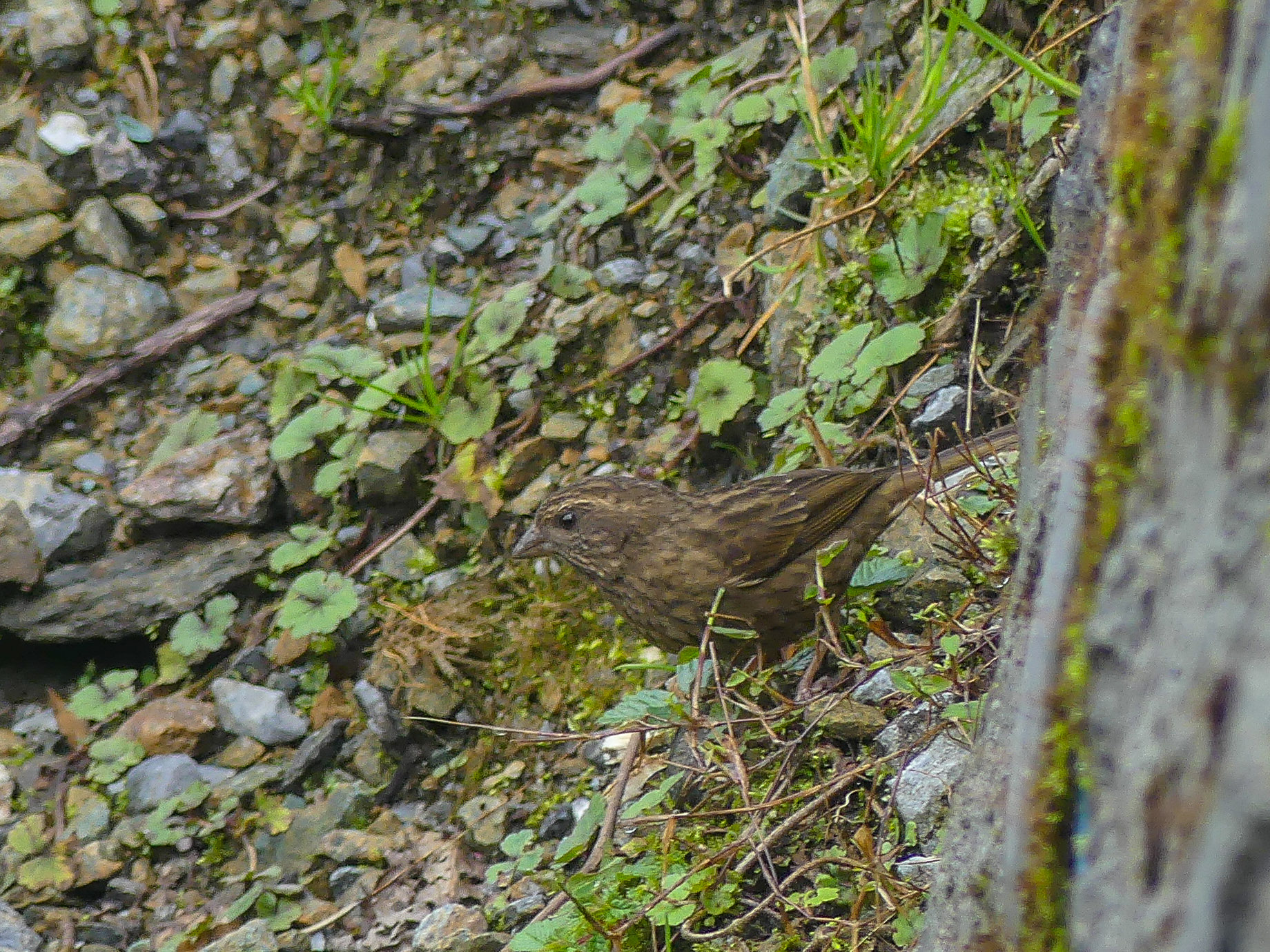
Hona.

### Läte
Bland lätena hörs korta och abrupta, metalliska "twink" eller "tswii". Sången har inte dokumenterats.

## Utbredning och systematik
Brun rosenfink delas in i två underarter med följande utbredning:
- Carpodacus edwardsii edwardsii – förekommer i västra Kina (från sydöstra Tibet till västra Sichuan och södra Gansu)
- Carpodacus edwardsii rubicundus – häckar i Himalaya (från Nepal till sydöstra Tibet och sydvästra Kina); övervintrar så långt som till Myanmar.

Brun rosenfink är systerart till en grupp rosenfinkar bestående av rosabrynad, fläckvingad och vinröd rosenfink samt yunnanrosenfink och taiwanrosenfink.

## Levnadssätt
Fågeln påträffas i högbelägna buskmarker och öppna skogar, gärna i stånd av rhododendron, på mellan 3050 och 4240 meters höjd. Den lever huvudsakligen av frön från exempelvis gräs och vildros, men även frukt som paradisäpplen. Den tros häcka under juni till augusti. Arten är en stannfågel men rör sig till lägre nivåer mellan oktober och mitten av april.

## Status och hot
Arten har ett stort utbredningsområde och en stor population med stabil utveckling som inte tros vara utsatt för något substantiellt hot. Utifrån dessa kriterier kategoriserar internationella naturvårdsunionen IUCN arten som livskraftig (LC). Världspopulationen har inte uppskattats men den beskrivs som ovanlig till sparsam, men vintertid lokalt vanlig.

## Namn
Fågelns vetenskapliga artnamn hedrar den franske zoologen Henri Milne-Edwards (1800-1885).